# Cypa enodis
Cypa enodis là một loài bướm đêm thuộc họ Sphingidae. Loài này có ở Nepal, đông bắc Ấn Độ (Meghalaya), Thái Lan, miền nam Trung Quốc, miền bắc Việt Nam (Sa Pa), Đài Loan và bán đảo Mã Lai (cao nguyên Genting).
Sải cánh khoảng 65 mm.
Ấu trùng được ghi nhận ăn các loài Betula alnoides tại Ấn Độ.